# Farul Konstanca
FCV Farul Konstanca (rum. FCV Farul Constanța) – rumuński klub piłkarski, grający obecnie w Liga I, mający siedzibę w mieście Konstanca, leżącym nad Morzem Czarnym.

## Historia
- 1949—1953: Locomotiva PCA Constanța
- 1953—1958: Locomotiva Constanța
- 1958—1972: Farul Constanța
- 1972—1988: FC Constanța
- 1988—...: Farul Constanța

W 1949 roku dwa kluby z miasta Konstanca, Dezrobirea i PCA połączyły się by utworzyć nowy, nazwany wówczas Locomotiva PCA Constanța, który rozpoczął grę w drugiej lidze rumuńskiej. W 1954 roku po raz pierwszy awansował do pierwszej ligi. W 1958 roku doszło do zmiany nazwy na Farul Constanța (farul w języku rumuńskim znaczy latarnia).
Klub od sezonu 2012/2013 borykał się z problemami, skutkiem czego 22 września 2016 ogłosił bankructwo. Widmo bankructwa wisiało nad klubem przez dłuższy czas, dlatego kiedy stało się jasne, że jest ono nieuniknione, grupa zwolenników Farulu, zorganizowana w Stowarzyszeniu Fanów Farul (rum. Asociația Suporter Farul), zadziałała natychmiastowo i w ciągu zaledwie kilku tygodni zdołała zbudować i zarejestrować nowy podmiot, którego jedynym celem było kontynuowanie tradycji Farulu. W ten sposób 8 sierpnia 2016 założyli Suporter Spirit Club Farul Constanța, klub, który zapewnił Farulowi ciągłość, unikając sezonów pauzy lub całkowitego zniknięcia z piłkarskiej mapy Rumunii.
21 czerwca 2021, Gheorghe Hagi, założyciel oraz właściciel klubu Viitorul Konstanca, Gheorghe Popescu, prezes Viitorulu i Ciprian Marica, właściciel Farulu, zwołali konferencję prasową na której ogłosili, że kluby dokonały fuzji. Klub, który będzie występował w Lidze I będzie nosił nazwę Farul, a Viitorul w procesie fuzji przestał istnieć. Fotbal Club Farul Constanța 1920, zmienił również swoją nazwę na FCV Farul Constanța, gdzie FCV jest skrótowcem nazwy Fotbal Club Viitorul, i stał się spółką akcyjną. „Nowy” Farul będzie grał swoje mecze na Stadionie Viitorul, a Stadion Farul zostanie poddany modernizacji i rozbudowie.
Największy sukces zespołu to 4. miejsce w pierwszej lidze oraz półfinał Pucharu Bałkanów. Klub pięciokrotnie wygrywał rozgrywki drugiej ligi. W sezonie 2004/2005 Farul pierwszy raz w historii dotarł do finału Pucharu Rumunii, w którym przegrał 0:1 z Dinamem Bukareszt. Po fuzji Gheorghe Hagi stwierdził, że nowy Farul Constanța zachowa również osiągnięcia Viitorulu, w tym trzy trofea krajowe. Rumuńskie organy zarządzające piłką nożną muszą jeszcze wypowiedzieć się w tej sprawie, jednak Viitorul jest ogólnie uważany za osobny, nieistniejący podmiot. W sezonie 2022/2023 klub został po raz pierwszy w historii mistrzem Rumunii po wygranej 3:2 z FCSB.

## Sukcesy
- Liga I:
  - mistrzostwo (1): 2022/2023
- Liga II:
  - mistrzostwo (5): 1954, 1957/1958, 1961/1962, 1980/1981, 1987/1988
- Puchar Rumunii:
  - finał (1): 2004/2005
- Puchar Intertoto UEFA
  - finał (1): 2006
- Puchar Bałkan
  - finał (1): 1964-1966

## Europejskie puchary
Legenda do wszystkich tabel:
- Q – runda eliminacyjna, 1/16, 1/8, 1/4, 1/2 – odpowiednia faza rozgrywek, Grupa – runda grupowa, 1r gr – pierwsza runda grupowa, 2r gr – druga runda grupowa, F – finał, R – runda, PO – play-off
- k. – rzuty karne, los. – losowanie, Dogr. – dogrywka, w. – zasada bramek strzelonych na wyjeździe

| Sezon   | Rozgrywki               | Runda   | Przeciwnik        | Dom     | Wyjazd  | Ogólnie    |
| ------- | ----------------------- | ------- | ----------------- | ------- | ------- | ---------- |
| 1995    | Puchar Intertoto        | Grupa 8 | FK Bečej          |         | 2–1     | 1. miejsce |
| 1995    | Puchar Intertoto        | Grupa 8 | Pogoń Szczecin    | 2–1     |         | 1. miejsce |
| 1995    | Puchar Intertoto        | Grupa 8 | AS Cannes         |         | 0–0     | 1. miejsce |
| 1995    | Puchar Intertoto        | Grupa 8 | Dniapro Mohylew   | 2–0     |         | 1. miejsce |
| 1995    | Puchar Intertoto        | 1/8     | Sc Heerenveen     | 0–4 (W) | 0–4 (W) | 0–4 (W)    |
| 2006    | Puchar Intertoto        | 1R      | Pobeda Prilep     | 2–0     | 2–2     | 4–2        |
| 2006    | Puchar Intertoto        | 2R      | Łokomotiw Płowdiw | 2–1     | 1–1     | 3–2        |
| 2006    | Puchar Intertoto        | 3R      | AJ Auxerre        | 1–0     | 1–4     | 2–4        |
| 2023/24 | Liga Mistrzów           | 1Q      | Sheriff Tyraspol  | 1–0     | 0–3     | 1–3, Dogr. |
| 2023/24 | Liga Konferencji Europy | 2Q      | Urartu Erywań     | 3–2     | 3–2     | 6–4        |
| 2023/24 | Liga Konferencji Europy | 3Q      | Flora             | 3–0     | 2–0     | 5–0        |
| 2023/24 | Liga Konferencji Europy | PO      | HJK               | 2–1     | 0–2     | 2–3        |

## Reprezentanci kraju grający w klubie
- Armel Disney
- Malá
- Ben Teekloh
- Marian Aliuță
- Iulian Apostol
- Stelian Carabas
- Gheorghe Ceaușilă
- George Curcă
- Tiberiu Curt
- Marin Dragnea
- Gheorghe Hagi
- Bogdan Mara
- Stefan Nanu
- Paul Papp
- Mihai Pașcovici
- Florin Pirvu
- Marian Popa
- Dennis Șerban
- Marin Tufan
- Gabriel Vochin
- Ion Adrian Zare
- Ianis Zicu